# دولنی نیوی
دولنی نیوی (به چکی: Dolní Nivy) یک منطقهٔ مسکونی در جمهوری چک است که در ناحیه سوکولوو واقع شده‌است. دولنی نیوی ۱۸٫۷۹ کیلومتر مربع مساحت و ۳۱۶ نفر جمعیت دارد و ۵۵۲ متر بالاتر از سطح دریا واقع شده‌است.